# Post Momentary Affliction
Post Momentary Affliction è un album registrato e pubblicato nel 1993 dalla band christian metal Mortification e pubblicato dalla Nuclear Blast.

## Tracce
1. Allusions from the Valley of Darkness – 0:47
2. From the Valley of the Shadows – 8:05
3. Human Condition – 4:37
4. Distarnish Priest – 7:24
5. Black Lion of the Wind – 0:28
6. Grind Planetarium – 4:28
7. Pride Sanitarium – 1:18
8. Overseer – 9:18
9. This Momentary Affliction – 0:52
10. Flight of Victory (Bass Instrumental) – 1:52
11. Impulsation – 4:25
12. Liquid Assets – 0:33
13. Vital Fluids – 6:22
14. The Sea of Forgetfulness – 0:29

## Formazione

### Mortification
- Steve Rowe - basso, voce
- Michael Carlisle - chitarra, voce
- Jayson Sherlock - batteria, voce